# Monte-Pasubio-Gebirgsschrecke
Die Monte-Pasubio-Gebirgsschrecke (Chortopodisma cobellii) ist eine Heuschreckenart aus der Familie der Feldheuschrecken (Acrididae).

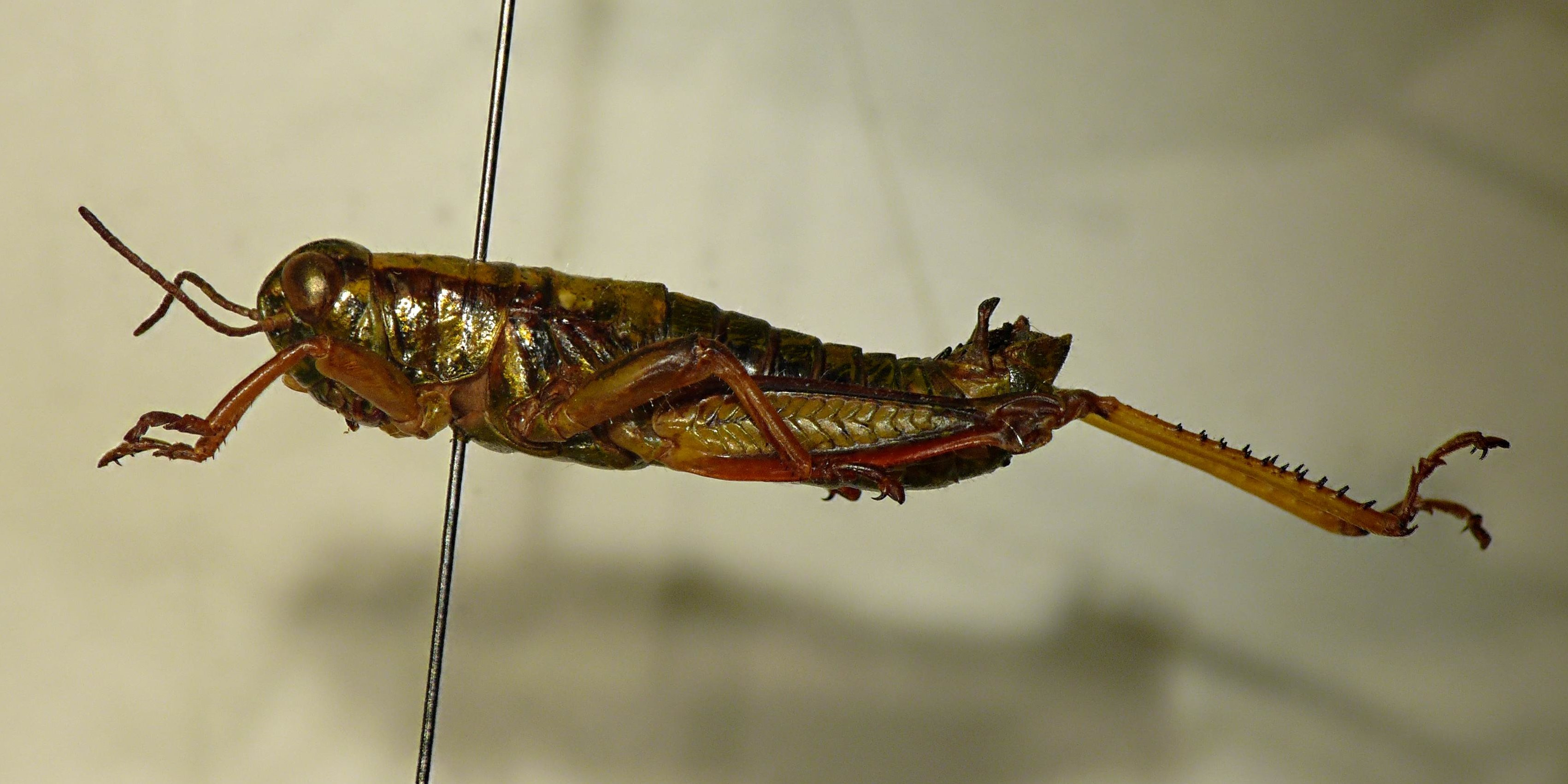
Päpariertes Männchen der Monte-Pasubio-Gebirgsschrecke

## Merkmale
Die Monte-Pasubio-Gebirgsschrecke ähnelt der Monte-Baldo-Gebirgsschrecke. Sie besitzt keine Flügel. Das Gehörorgan ist bis auf kleine Reste zurückgebildet. Der Körper ist hellgrün gefärbt. Die Art weist im Vergleich mit anderen flügellosen Gebirgsschrecken nur ein deutlich verkürztes dunkles Längsband an den Flanken des Körpers auf. Im Regelfall reicht es nur bis zum Hinterrand der Halsschildseitenlappen. Bei den Männchen kann das Längsband auch noch weiter nach hinten reichen und ist dann in einzelne Flecke aufgelöst. Die Unterseite der Hinterschenkel ist orange. Die Hinterschienen sind gelb. 

## Vorkommen und Lebensweise
Die Art ist in den italienischen Alpen endemisch. Sie ist bislang nur aus einem eng begrenzten Gebiet um den Monte Pasubio in Höhenlagen von 1600 bis 2200 Meter bekannt. Adulte Tiere sind von August bis Oktober anzutreffen.

## Belege